# Cunard Line
Die Cunard Line ist eine ehemalige 1839 gegründete britische Reederei, die heute als Marke des britisch-amerikanischen Kreuzfahrtunternehmens Carnival Corporation & plc für Kreuzfahrten auf dem englischsprachigen europäischen Markt fortgeführt wird.
Das Unternehmen wurde 1839 als British and North American Royal Mail Steam-Packet Company gegründet und betrieb zunächst einen Liniendienst von Liverpool nach Boston und Halifax. Als führender Wettbewerber um das Blaue Band erlangte sie mit ihren technisch fortschrittlichen Dampfern eine große Bekanntheit und hohes Ansehen. Ab 1879 unter dem Namen Cunard Steamship Company, Ltd. wuchs sie zu einer der größten transatlantischen Reedereien. Auf Drängen der britischen Regierung verschmolz sie mit der bis dahin konkurrierenden White Star Line zur Cunard-White Star, Ltd., kehrte aber 1950 wieder zum alten Namen zurück. Mit Zunahme des Flugverkehrs wurde der Liniendienst mit Schiffen in den 1960er Jahren zunehmend unrentabel. Das 1962 auf Cunard Line Ltd. umfirmierte Unternehmen wurde 1971 durch den Mischkonzern Trafalgar House übernommen, der nach schweren Verlusten in den 1990er Jahren im Jahr 1996 schließlich von der norwegischen Kværner aufgekauft und zerschlagen wurde. Das Kreuzfahrtgeschäft ging mit dem Namen Cunard Line zwei Jahre später an die Carnival Corporation.
Heute betreibt der britische Teilkonzern Carnival plc. unter der Marke vier Schiffe: die Queen Mary 2, die Queen Elizabeth die Queen Victoria und die Queen Anne.

## Geschichte

### Anfangsjahre (1840–1879)

Die Gründer der Cunard Linie: Samuel Cunard, George Burns, David MacIver

Im Mai 1839 gründete der kanadische Geschäftsmann Samuel Cunard zusammen mit einer Gruppe kapitalkräftiger Reeder und Kaufleute, wie George Burns, David McIver, Charles MacIver und James Donaldson die British & North American Royal Mail Steam Packet Company, allgemein bekannt wurde die Gesellschaft unter dem Namen Cunard Line. Die junge Gesellschaft hatte von der britischen Admiralität einen Vertrag zur Postbeförderung nach Übersee erhalten. Cunard verpflichtete sich zu 14-täglichen Fahrten in den Sommermonaten und 4-wöchentlichen Fahrten im Winter zwischen Liverpool und Boston, Halifax und Québec, dafür bekam Cunard 81.000 Pfund jährlich. Die Schiffe der Cunard-Reederei waren an einem roten Schornstein mit schwarzer Kappe zu erkennen, 1850 kamen noch zwei schmale schwarze Ringe hinzu, dies hat sich, obwohl dieses Muster bei den späteren Passagierschiffen teilweise variiert wurde, bis heute nicht geändert.
1840 liefen die ersten Schiffe der Linie von Stapel, die Britannia, Acadia, Caledonia und Columbia, bis auf das letztere nahmen alle noch im selben Jahr den Betrieb auf. Konstruiert wurden sie von Robert Napier, der in erster Linie die Schiffsmaschinen baute und der wichtigste Berater des gesamten Projektes war. Dies war der Beginn der weltweiten Passagier- und Frachtschifffahrt mit Dampfschiffen in großem Umfang. Britannia und Caledonia waren auch die ersten Schiffe der Reederei, die das Blaue Band für die schnellste Überquerung des Atlantiks eroberten. 1843 strandete die Columbia bei Cape Sable (Nova Scotia), ein schwerer Verlust für die Reederei. Noch im selben Jahr stellte die neu in Dienst gestellte Hibernia einen weiteren Rekord auf, 1845 folgte das Schwesterschiff Cambria. Bis 1850 folgten sechs weitere Neubauten und neue Rekorde, die Cunard Line beherrschte den Nordatlantik.
1850 verlor man das Blaue Band an die US-Reederei Collins Line. Cunard versuchte mitzuhalten, was jedoch nicht gelang. Grund war, dass die Cunard Line immer noch hölzerne Schiffe bauen musste, während die Konkurrenz auf Eisen setzte. Erst 1855 änderte die britische Admiralität, nicht zuletzt unter dem Eindruck des Krimkrieges und extrem geschrumpfter Wälder auf den britischen Inseln mit einer daraus resultierenden Holzverknappung, ihre Ansichten gegenüber dem Eisenschiff. 1856 eroberte Cunards erster Eisendampfer Persia das Blaue Band zurück. 1863 stellte die neue Scotia, Cunards letzter Raddampfer, einen weiteren Rekord auf.

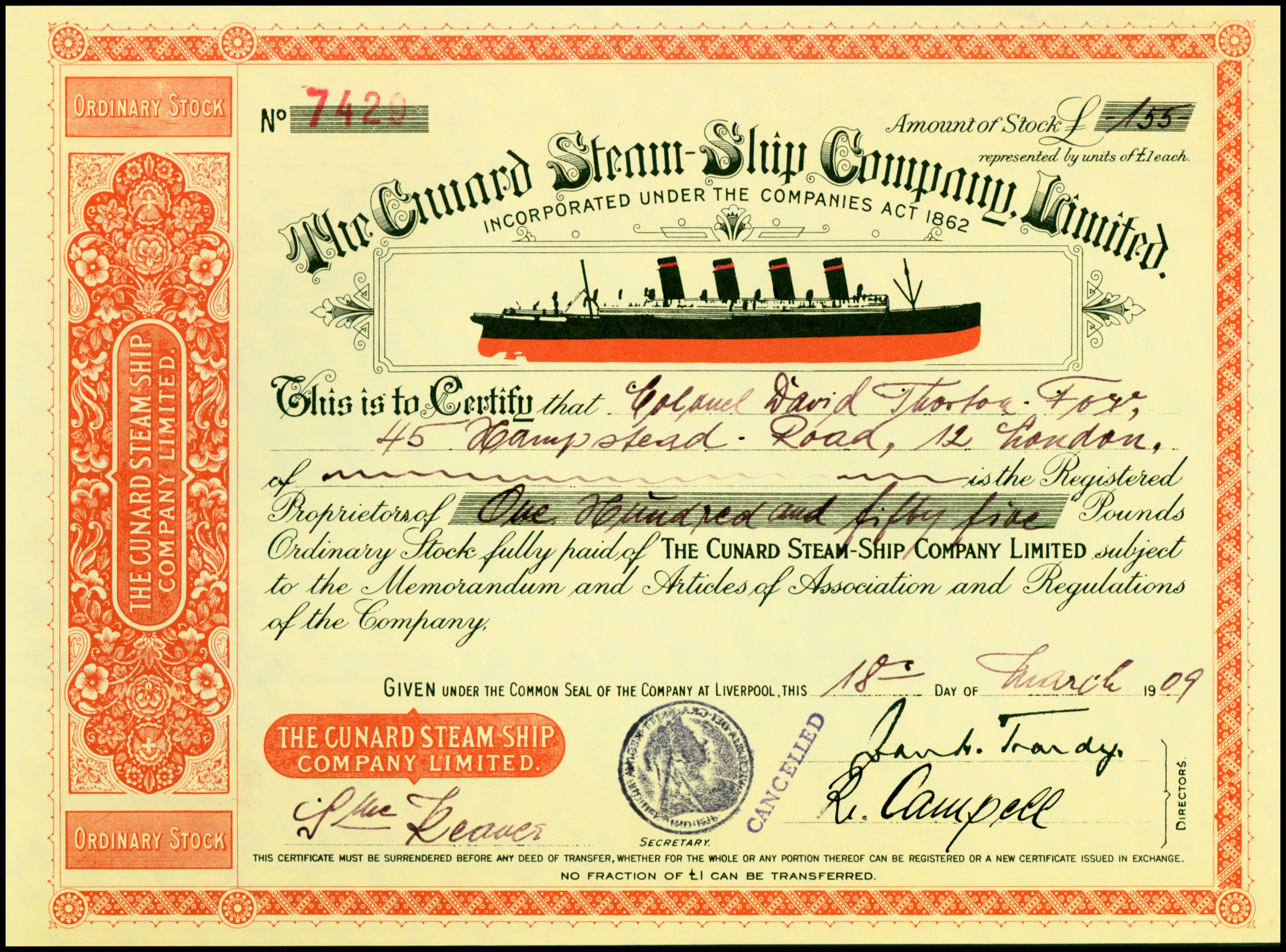
Fälschung einer Aktie der Cunard Steamship Company Ltd von 1909

1869 holte sich die City of Brussels der Inman Line das Blaue Band, 1870 folgten die ersten Rekordschiffe der neuen White Star Line, auch die erfolgreiche National Line machte der Cunard Line das Leben schwer, man war wieder ins Hintertreffen geraten. Dem Gründer Samuel Cunard, der für seine Verdienste geadelt wurde, blieb der Niedergang erspart, er starb bereits 1865. Die britische Admiralität kürzte die Subventionen auf 70.000 Pfund jährlich und übertrug zugleich den kanadischen Posttransport an die Inman Line, im Auswanderertransport war ebenfalls die Konkurrenz erfolgreicher.

### Cunard Steamship Company Ltd. (1879–1934)
1879 erfolgte der finanzielle Zusammenbruch und die Reederei wurde als Cunard Steamship Company Ltd. in eine Aktiengesellschaft umgewandelt. Cunard stellte mehrere neue Schiffe in Dienst, so 1874 und 1875 die Bothnia und Scythia (je 4557 BRT), wie auch 1879, 1881 und 1882 die Gallia (4809 BRT), Servia (7392 BRT, erster Stahldampfer der Reederei) und die Aurania (7629 BRT). Alle waren als Rekordbrecher geplant, doch keines konnte das Blaue Band für Cunard zurückholen. 1884 kaufte Cunard dann die Oregon der in finanzielle Schwierigkeiten geratenen Guion Line, damit hatte Cunard nach 20 Jahren wieder einen Blaues-Band-Renner, 1885 folgten mit Etruria und Umbria (je 7718 BRT) weitere Rekordschiffe.

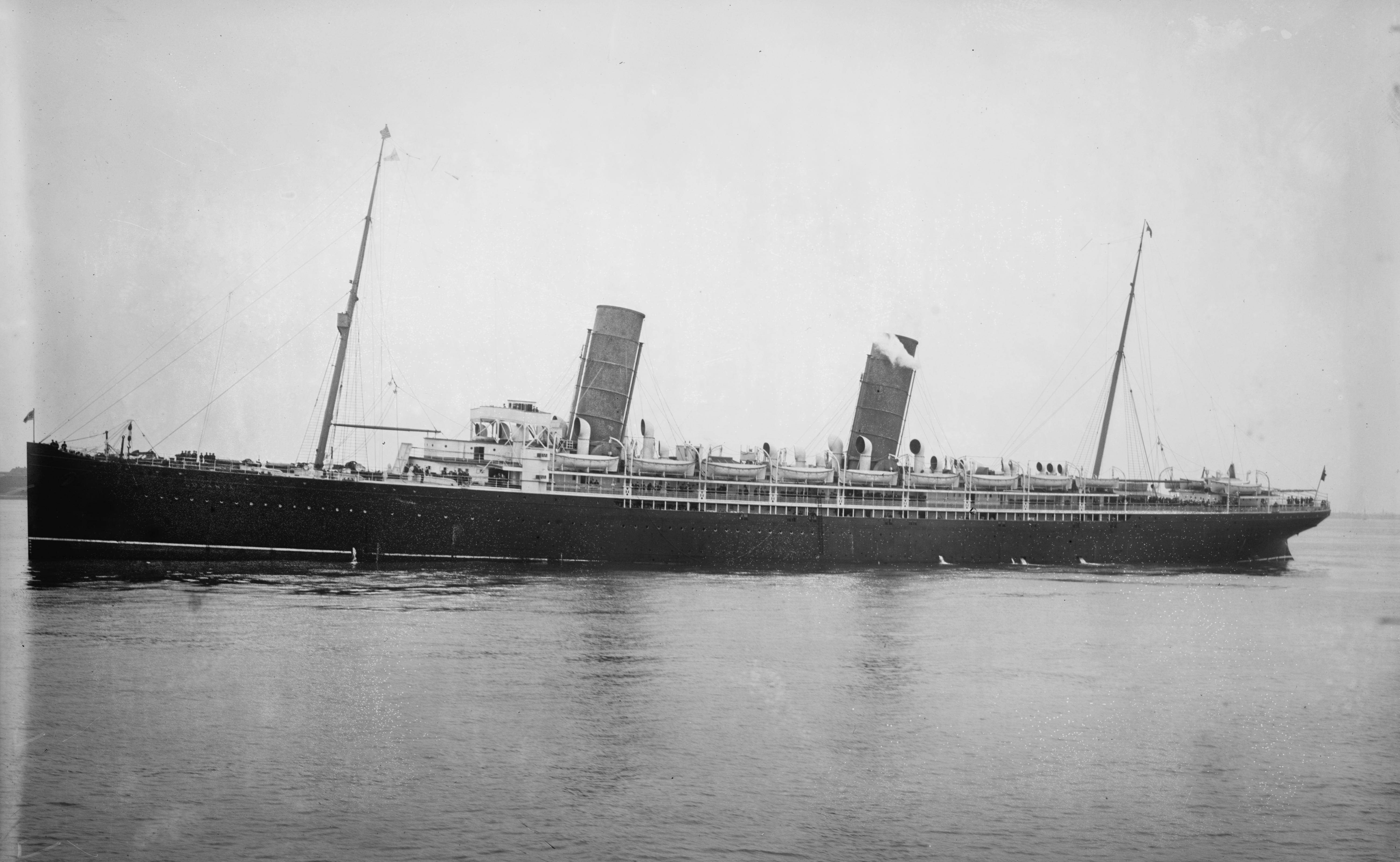
Die Lucania

Zwischen 1888 und 1892 folgte ein kurzes Intermezzo mit Inman Line und White Star Line, doch 1893 eroberten die neuen Liner Campania und Lucania das Blaue Band wieder zurück. Beide waren mit 12.950 BRT die damals größten Passagierschiffe der Welt und ein Inbegriff für Luxus und Komfort. Cunards Spitzenposition schien unangefochten, Inman, Guion und National waren geschlagen und White Star wollte nicht Paroli bieten. Völlig unerwartet erschienen mit den deutschen Reedereien Norddeutscher Lloyd und der Hapag/HAL neue Konkurrenten mit auf deutschen Werften gebauten Rekordschiffen. Zum Leidwesen der Briten dominierten die Deutschen zehn Jahre lang das Geschehen auf dem Nordatlantik.
1901 begann der amerikanische Bankier John Pierpont Morgan, sehr viele Reedereien aufzukaufen, und versuchte auch die Cunard Line aufzukaufen. Ein Verkauf der Cunard Line wurde jedoch von britischer Seite kategorisch abgelehnt. Cunard übte Druck auf das Parlament aus und bekam ein Darlehen von 11,7 Mio. $ genehmigt sowie jährliche Subventionen in Höhe von 732.000 $ für den Bau neuer Schiffe. Krönung dieses Bauprogramms waren die beiden Schwesterschiffe Lusitania und Mauretania, die 1907 den Betrieb aufnahmen. Mit 31.938 BRT waren diese die damals größten Schiffe der Welt und mit mehr als 26 Knoten auch die Schnellsten; die Deutschen waren geschlagen. Die Mauretania hielt die nächsten 22 Jahre das Blaue Band, auch ein Rekord bis heute.

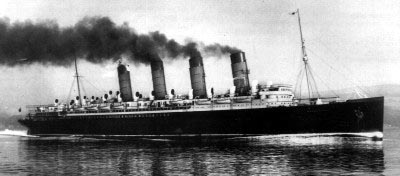
Die Mauretania

1911 kaufte die Cunard Line einige britische Reedereien auf, die Anchor Line, Brocklebank Line und den Passagierservice der Thomson Line, 1916 folgte noch die Port Line. Cunard war zu einem der weltweit größten Schifffahrtskonzernen aufgestiegen mit Liniendiensten nach Nordamerika (Cunard/Anchor), Indien (Brocklebank/Anchor) und Australien (Port Line).
Der 1914 ausgebrochene Erste Weltkrieg forderte auch bei der Cunard Line schwere Verluste an Mannschaften und Schiffen, darunter war die Torpedierung der Lusitania durch ein deutsches U-Boot der Tragischste. Die Lusitania-Katastrophe forderte 1198 Todesopfer, darunter viele Amerikaner, was die USA letztlich zum Kriegseintritt bewog. Nach dem Krieg begann sofort der Wiederaufbau und Mitte der 1920er Jahre hatte man wieder eine Spitzenposition. 1928 verlor die Mauretania das Blaue Band an den Liner Bremen des Norddeutschen Lloyd. Cunard konterte und gab sofort einen neuen Rekordbrecher in Auftrag, doch die einbrechende Weltwirtschaftskrise stellte das Projekt in Frage. Der Reederei ging das Geld aus und der Bau schritt nur langsam voran. Das britische Schatzamt sprang ein und stützte das Projekt mit 4,5 Mio. Pfund Sterling unter der Bedingung, dass Cunard und White Star fusionieren.

### Cunard-White Star Line (1934–1949)
1934 wurde die Fusion vollzogen, und Cunard-White Star entstand. 1936 wurde der neue Liner in Dienst gestellt, die Queen Mary, mit 80.774 BRT das damals größte Schiff der Welt. Die Queen Mary stellte dann auch einen neuen Rekord auf und errang das Blaue Band. 1940 folgte mit der Queen Elizabeth ein noch etwas größeres Schiff; mit 83.673 BRT blieb sie bis 1996 das größte Passagierschiff der Welt.

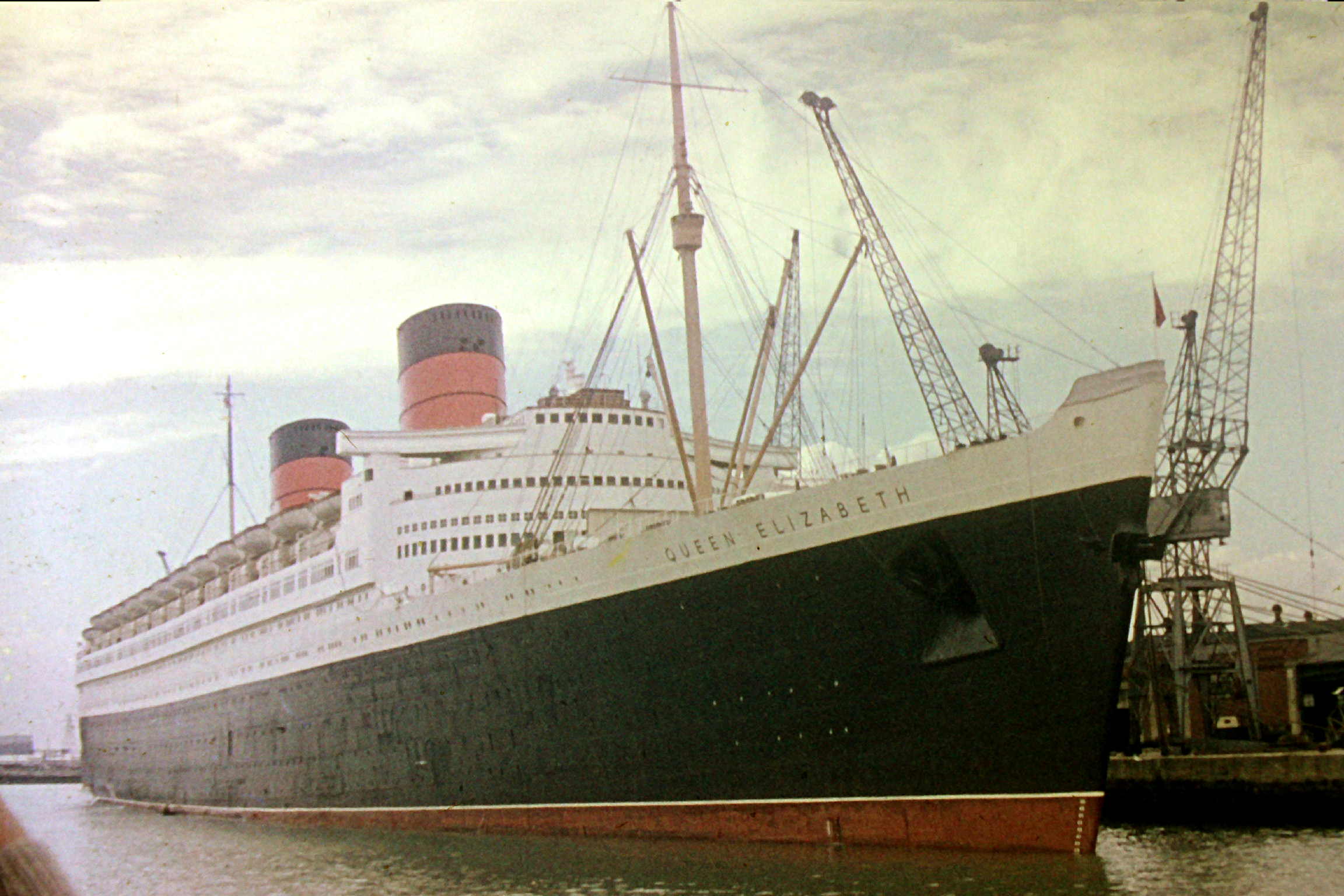
Die Queen Elizabeth

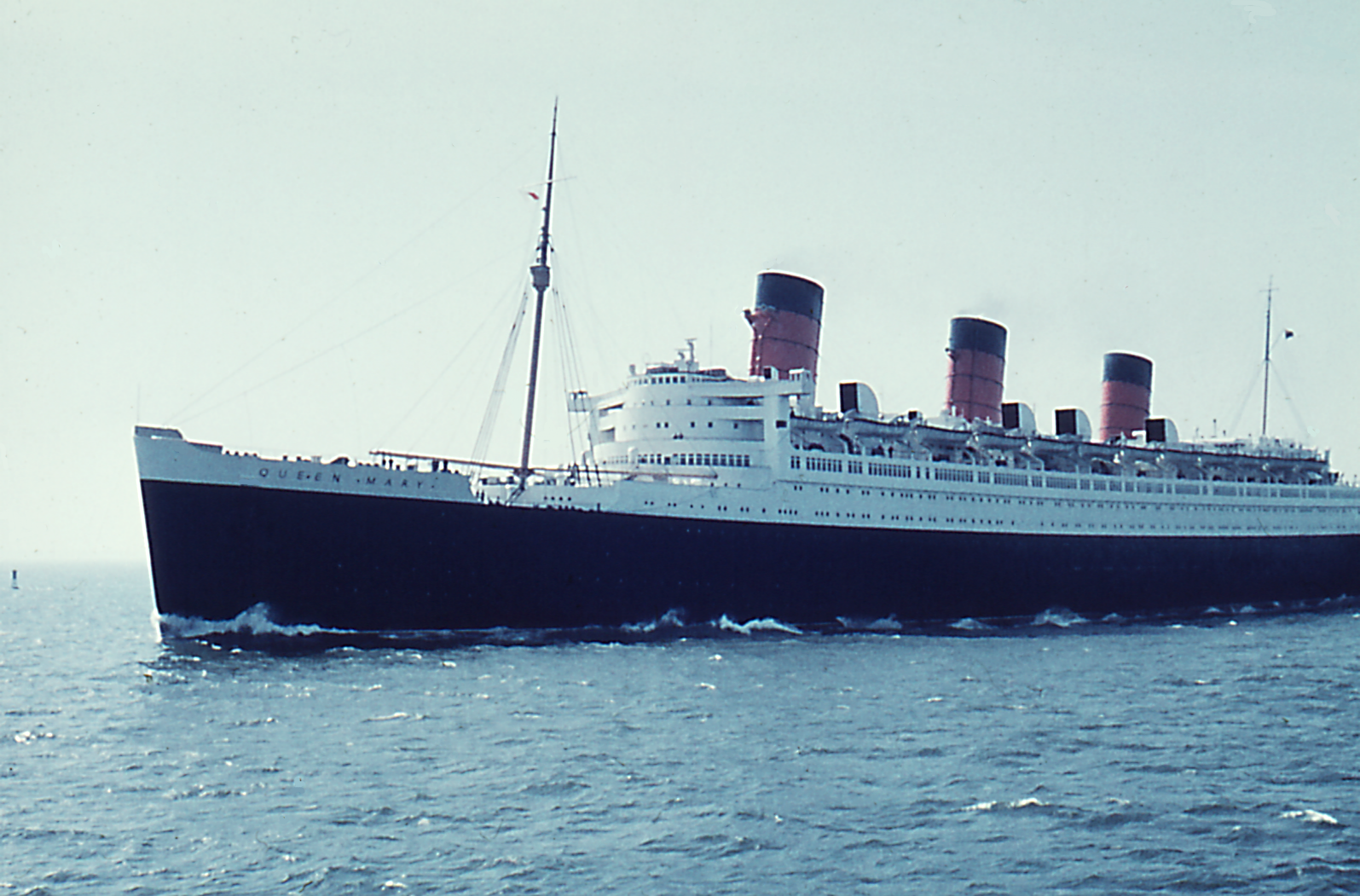
Die Queen Mary

Im Zweiten Weltkrieg verlor die Reederei vier Passagierschiffe und mehrere Frachter, mit den beiden Passagierschiffen Lancastria und Laconia verloren allerdings jeweils mehr als 2000 Menschen ihr Leben. Die beiden 80.000-Tonner Queen Mary und Queen Elizabeth, die als Truppentransporter eingesetzt wurden, überstanden den Krieg jedoch unversehrt, und ab 1948 waren die zwei Schiffe wieder im wöchentlichen Liniendienst über den Atlantik unterwegs. Es folgten auch weitere Neubauten, mit der 1949 in Dienst gestellten Caronia gar das erste Schiff der Reederei, das vorwiegend für Kreuzfahrten geplant war. 1947 kaufte Cunard die restlichen White Star-Aktien auf und benannte sich 1949 wieder in Cunard Steamship Company Ltd. um.

### Nachkriegsjahre und aufkommender Luftverkehr (1949–1971)
1952 verlor die Queen Mary das Blaue Band an die United States der United States Lines, doch Cunard konterte nicht mehr. Die Situation auf dem Nordatlantik begann sich grundlegend zu ändern. Das Flugzeug machte sich mehr und mehr unangenehm bemerkbar. Um am transatlantischen Luftverkehr teilzunehmen, übernahm das Unternehmen im Jahr 1960 die britische Eagle Airways, die daraufhin zur Cunard Eagle Airways umfirmiert wurde. Zudem wurde in Kooperation mit der staatlichen British Overseas Airways Corporation zwei Jahre später die Fluggesellschaft BOAC-Cunard gegründet.

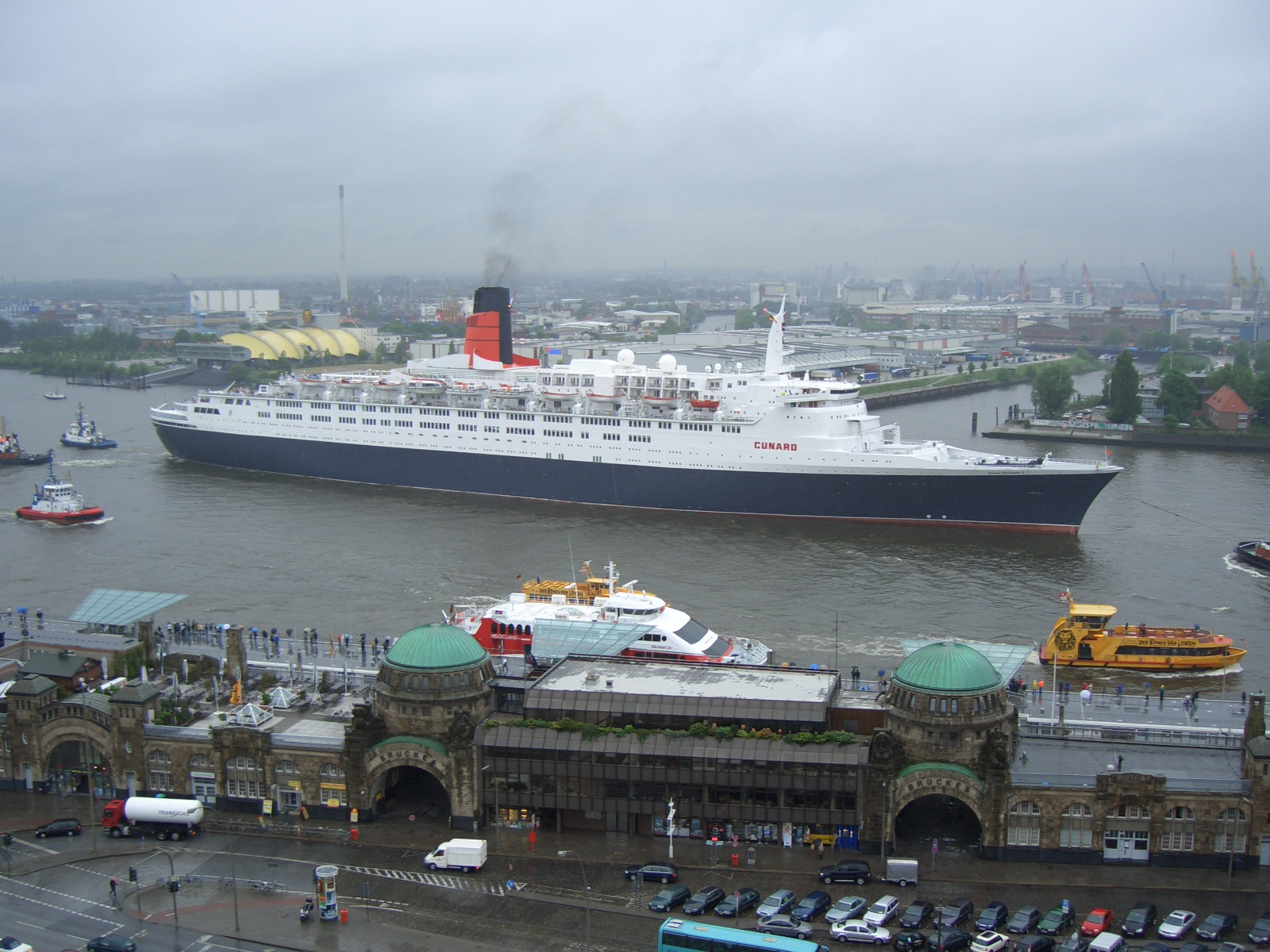
Die Queen Elizabeth 2

In den 1960er Jahren begann der Abstieg von Cunards Transatlantik-Diensten, weil das Flugzeug immer mehr die Oberhand im Personen- und Postverkehr über dem Atlantik gewann. Die beiden Queens fuhren nur noch Verluste ein und mussten aus dem Verkehr gezogen werden, 1967 die Queen Mary und 1968 die Queen Elizabeth. Die 1968 in Dienst gestellte Queen Elizabeth 2, das letzte Cunard-Schiff von einer britischen Werft, kündete schon von neuen Zeiten. Die QE2, wie sie liebevoll genannt wird, war nicht nur für den Liniendienst, sondern auch für Kreuzfahrten vorgesehen, sowie von der Tonnage so gehalten, dass sie den Panama- und den Sueskanal passieren konnte. Die Reederei suchte ihr Heil im Kreuzfahrtgeschäft, nachdem die Liniendienste zu Beginn der 1970er Jahre eingestellt wurden.

### Trafalgar House Investments (1971–1998)
1971 wurde die Cunard Line Ltd., wie die Reederei ab 1962 offiziell hieß, durch den britischen Industriekonzern Trafalgar House Investments aufgekauft. 1987 wurde die Frachtsparte der Cunard Line an die ebenfalls zum Trafalgar House-Konzern gehörenden Ellerman Lines übertragen.
Es folgten Ankäufe verschiedener Kreuzfahrtlinien für Cunard durch Trafalgar House, so 1983 die Norske Amerikalinje AS (NAL), 1986 die Norske Cruise AS und 1994 die Royal Viking Line AS (RVL). Anfang der 1990er Jahre bot die Cunard-Flotte einen bunt zusammengewürfelten Eindruck.

### Carnival Corporation (seit 1998)

Queen Mary 2

1998 wurde Trafalgar House durch den norwegischen Kværner-Konzern aufgekauft und zerschlagen. Cunard kam im gleichen Jahr, 97 Jahre nach der versuchten Übernahme durch J.P. Morgan, nun doch noch unter das Dach einer US-Firma. Neuer Eigentümer wurde die Carnival Corporation. Mit dem Kaufpreis von 425 Mio. US-Dollar für das bereits 1998 erworbene Aktienpaket (über 68 % an Cunard) und weiteren 205 Mio. US-Dollar im folgenden Jahr für die vollständige Übernahme zeigte sich Carnival aber unzufrieden und erhob Klage gegen Kværner mit dem Vorwurf, der Zustand der übergebenen Schiffe sei wesentlich schlechter, als bei Vertragsschluss angegeben. Die Konzerne verständigten sich schließlich auf eine 50 Mio. US-Dollar Rückzahlung an Carnival.
Im Jahr 2003 bildete die amerikanische Carnival Corporation mit der aus der Peninsular and Oriental Steam Navigation Company hervorgegangenen P&O Princess Cruises den Weltmarktführer Carnival Corporation & plc und ordnete seine Töchter und Kreuzfahrtmarken neu. Die Marke Cunard liegt seither in der Verantwortung des britischen Unternehmensteils Carnival plc. Mit der 2004 in Dienst gegangenen Queen Mary 2, dem ersten Neubau unter dem Namen Cunard seit 28 Jahren, nahm Cunard im Carnival-Konzern den Platz einer Premium-Marke ein. Es folgten 2007 die Queen Victoria und 2010 die Queen Elizabeth.
Seit Ende 2011 sind die drei Schiffe der Marke nicht mehr in Southampton, sondern in Hamilton registriert und wurden dementsprechend von Großbritannien auf das Überseegebiet Bermuda umgeflaggt. Im Herbst 2017 wurde ein viertes Schiff bei Fincantieri bestellt. Das Queen Anne getaufte Schiff ging im Mai 2024 in Dienst.
Vertrieb und Marketing von Cunard in den Märkten Deutschland, Österreich und Schweiz werden von der Cunard-Niederlassung in Hamburg geleitet.

## Schiffe

### Aktuelle Kreuzfahrtschiffe
| Jahr                                   | Name            | Bild | Tonnage     | Werft                                                    | Status/Schicksal |
| -------------------------------------- | --------------- | ---- | ----------- | -------------------------------------------------------- | ---------------- |
| Carnival Corporation & plc (seit 1998) |                 |      |             |                                                          |                  |
| 2004                                   | Queen Mary 2    |      | 148.528 BRZ | Chantiers de l’Atlantique S.A., St. Nazaire              | In Dienst        |
| 2007                                   | Queen Victoria  |      | 90.000 BRZ  | Fincantieri S.p.A., Marghera                             | In Dienst        |
| 2010                                   | Queen Elizabeth |      | 90.400 BRZ  | Fincantieri S.p.A., Monfalcone                           | In Dienst        |
| 2024                                   | Queen Anne      |      | 113.000 BRZ | Fincantieri S.p.A., Castellammare di Stabia und Marghera | in Dienst        |

### Ehemalige Passagierschiffe (Transatlantik- und Kreuzfahrtdienst)
| Jahr        | Name              | Tonnage    | Werft                                       | Status/Schicksal |
| ----------- | ----------------- | ---------- | ------------------------------------------- | --- |
| 1840        | Britannia         | 1.156 BRT  | R. Duncan & Co., Glasgow                    | 1849 an deutsche Reichsflotte verkauft |
| 1840        | Acadia            | 1.156 BRT  | J. Wood & Co., Glasgow                      | 1849 an deutsche Reichsflotte verkauft |
| 1840        | Caledonia         | 1.156 BRT  | Smith & Rodgers, Glasgow                    | 1850 an span. Marine verkauft |
| 1840        | Columbia          | 1.156 BRT  | R. Steele & Co., Greenock                   | 1843 bei Seal Island (Halifax / Kanada) gestrandet |
| 1843        | Hibernia          | 1.422 BRT  | R. Steele & Co., Greenock                   | 1850 an span. Marine verkauft |
| 1845        | Cambria           | 1.422 BRT  | R. Steele & Co., Greenock                   | 1860 nach Italien verkauft |
| 1848        | America           | 1.834 BRT  | R. Steele & Co., Greenock                   | 1866 verkauft und in ein Segelschiff umgebaut |
| 1848        | Canada            | 1.834 BRT  | R. Steele & Co., Greenock                   | 1867 nach Portugal verkauft und in ein Segelschiff umgebaut |
| 1848        | Niagara           | 1.834 BRT  | R. Steele & Co., Greenock                   | 1866 verkauft und in ein Segelschiff umgebaut |
| 1848        | Europa            | 1.834 BRT  | R. Steele & Co., Greenock                   | 1867 verkauft und in ein Segelschiff umgebaut |
| 1850        | Asia (I)          | 2.226 BRT  | R. Napier & Sons, Glasgow                   | 1867 verkauft |
| 1850        | Africa            | 2.226 BRT  | R. Steele & Co., Greenock                   | 1868 verkauft |
| 1853        | Arabia (I)        | 2.402 BRT  | R. Steele & Co., Greenock                   | 1864 verkauft |
| 1856        | Persia            | 3.300 BRT  | R. Napier & Sons, Glasgow                   | 1868 verkauft und in ein Segelschiff umgebaut |
| 1859 (1856) | Calabria          | 2.902 BRT  | J. & G. Thomson Ltd., Glasgow               | 1856: Australasian für E&A / 1859 Cunard / 1876 verkauft |
| 1862        | Scotia (I)        | 3.871 BRT  | R. Napier & Sons, Glasgow                   | 1878 verkauft und in einen Kabelleger umgebaut |
| 1862        | China             | 2.638 BRT  | R. Napier & Sons, Glasgow                   | 1880 nach Spanien verkauft und in Magellanes umbenannt |
| 1865        | Java              | 2.696 BRT  | J. & G. Thomson, Glasgow                    | 1878 an Red Star Line verkauft und in Zeeland umbenannt |
| 1867        | Russia            | 2.960 BRT  | J. & G. Thomson, Glasgow                    | 1880 an Red Star Line verkauft und in Waesland umbenannt |
| 1867        | Siberia           | 2.574 BRT  | J. & G. Thomson, Glasgow                    | 1880 nach Spanien verkauft und in Manila umbenannt |
| 1868        | Samaria (I)       | 2.574 BRT  | J. & G. Thomson, Glasgow                    | 1902 außer Dienst gestellt und zum Abbruch verkauft |
| 1870        | Abyssinia         | 3.376 BRT  | J. & G. Thomson, Glasgow                    | 1880 für Neubau in Zahlung gegeben |
| 1870        | Algeria           | 3.428 BRT  | J. & G. Thomson, Glasgow                    | 1882 an die Red Star Line verkauft und in Pennland (I) umbenannt |
| 1870        | Parthia           | 3.167 BRT  | W. Denny & Bros., Dumbarton                 | 1884 für Neubau in Zahlung gegeben |
| 1870        | Batavia           | 2.553 BRT  | W. Denny & Bros., Dumbarton                 | 1884 für Neubau in Zahlung gegeben |
| 1874        | Bothnia (I)       | 4.557 BRT  | J. & G. Thomson, Glasgow                    | 1898 außer Dienst gestellt und zum Abbruch verkauft |
| 1875        | Scythia (I)       | 4.557 BRT  | J. & G. Thomson, Glasgow                    | 1898 außer Dienst gestellt und zum Abbruch verkauft |
| 1879        | Gallia            | 4.809 BRT  | J. & G. Thomson, Glasgow                    | 1897 an Beaver Line verkauft |
| 1881        | Servia (I)        | 7.391 BRT  | J. & G. Thomson, Glasgow                    | 1901 außer Dienst und zum Abbruch verkauft |
| 1881        | Catalonia         | 5.588 BRT  | J. & G. Thomson, Glasgow                    | 1901 außer Dienst gestellt und zum Abbruch verkauft |
| 1882        | Cephalonia        | 5.588 BRT  | Laird Bros. & Co., Greenock                 | 1900 verkauft und in Halior umbenannt |
| 1882        | Pavonia           | 5.588 BRT  | J. & G. Thomson & Co., Glasgow              | 1900 außer Dienst gestellt und zum Abbruch verkauft |
| 1883        | Aurania (I)       | 7.269 BRT  | J. & G. Thomson, Glasgow                    | 1905 außer Dienst gestellt und zum Abbruch verkauft |
| 1884        | Oregon            | 7.324 BRT  | John Elder & Co. Ltd., Glasgow              | 1884: für Guion Line / 1884 an Cunard / 1886 gesunken |
| 1885        | Etruria           | 7.718 BRT  | John Elder & Co. Ltd., Glasgow              | 1909 außer Dienst gestellt und zum Abbruch verkauft |
| 1885        | Umbria            | 7.718 BRT  | John Elder & Co. Ltd., Glasgow              | 1910 außer Dienst gestellt und zum Abbruch verkauft |
| 1892        | Campania          | 12.950 BRT | Fairfield S.B. & Eng. Co. Ltd., Glasgow     | 1914 an die Royal Navy und Umbau zum Flugzeugträger |
| 1893        | Lucania           | 12.952 BRT | Fairfield S.B. & Eng. Co. Ltd., Glasgow     | 1909 in Liverpool ausgebrannt und verschrottet |
| 1898        | Ultonia           | 10.402 BRT | C. S. Swan & Hunter Ltd., Newcastle         | 1917 im Atlantik durch U 53 torpediert und gesunken |
| 1900        | Ivernia           | 14.281 BRT | C. S. Swan & Hunter Ltd., Newcastle         | 1917 bei Griechenland durch UB 47 torpediert und gesunken (121 Tote) |
| 1900        | Saxonia           | 14.281 BRT | J. Brown & Co., Clydebank                   | 1925 außer Dienst gestellt und zum Abbruch verkauft |
| 1902        | Carpathia         | 13.603 BRT | C. S. Swan & Hunter Ltd., Newcastle         | 1912 Rettung der Titanic-Überlebenden / 1918 torpediert und gesunken |
| 1903        | Slavonia          | 10.606 BRT | John Brown & Co. Ltd., Clydebank            | 1909 bei den Azoren gesunken |
| 1904        | Pannonia          | 10.606 BRT | John Brown & Co. Ltd., Clydebank            | 1922 außer Dienst gestellt und zum Abbruch verkauft |
| 1905        | Carmania (I)      | 19.687 BRT | John Brown & Co. Ltd., Clydebank            | 1932 außer Dienst gestellt und zum Abbruch verkauft |
| 1905        | Caronia           | 19.687 BRT | John Brown & Co. Ltd., Clydebank            | 1932 außer Dienst gestellt und zum Abbruch verkauft |
| 1907        | Lusitania         | 31.550 BRT | John Brown & Co. Ltd., Clydebank            | 1915 bei Kinsale (Irland) durch U 20 torpediert und gesunken (1198 Tote)                                                                                                   |
| 1907        | Mauretania (I)    | 31.938 BRT | Swan, Hunter & Wigham Rich. Ltd., Newcastle | 1935 außer Dienst gestellt und zum Abbruch verkauft |
| 1911        | Ascania (I)       | 9.111 BRT  | Swan, Hunter & Wigham Rich. Ltd., Newcastle | 1918 bei Kap Race (Kanada) gesunken |
| 1911        | Franconia         | 18.150 BRT | Swan, Hunter & Wigham Rich. Ltd., Newcastle | 1916 im Mittelmeer durch UB 47 torpediert und gesunken |
| 1911 (1900) | Albania (I)       | 7.640 BRT  | Swan, Hunter & Wigham Rich. Ltd., Newcastle | 1900: Cairnrona für Cairn Line / 1911 Cunard / 1912 verkauft |
| 1911 (1909) | Ausonia (I)       | 7.907 BRT  | Swan, Hunter & Wigham Rich. Ltd., Newcastle | 1909: Tortona für Thomson Line / 1911 Cunard / 1918 gesunken |
| 1912        | Laconia           | 18.150 BRT | Swan, Hunter & Wigham Rich. Ltd., Newcastle | 1917 bei Fastnet Rock vor Irland durch U 50 torpediert und gesunken |
| 1913        | Alaunia           | 13.405 BRT | Scotts S.B. & Eng. Co. Ltd., Greenock       | 1916 nach Minentreffer gesunken |
| 1913        | Andania           | 13.405 BRT | Scotts S.B. & Eng. Co. Ltd., Greenock       | 1918 im Ärmelkanal durch U 46 torpediert und gesunken |
| 1914        | Aquitania         | 45.647 BRT | John Brown & Co. Ltd., Clydebank            | 1950 außer Dienst gestellt und zum Abbruch verkauft |
| 1914 (1914) | Orduna            | 15.499 BRT | Harland & Wolff, Belfast                    | 1914 für Pacific Steam Navigation Company / 1914 an Cunard verchartert / 1921 an Royal Mail Line                                                                           |
| 1916        | Aurania           | 13.936 BRT | Swan & Hunter, Wallsend                     | 1918 vor Schottland durch UB 67 torpediert und gesunken |
| 1916 (1891) | Feltria           | 5.324 BRT  | W. Denny & Bros. Ltd., Dumbarton            | 1891 für British India / 1916 an Cunard / 1917 torpediert und gesunken |
| 1916 (1902) | Flavia            | 9.284 BRT  | Palmer Bros. & Co. Ltd., Yarrow             | 1902 für Uranium Line / 1916 an Cunard / 1918 torpediert und gesunken |
| 1916 (1907) | Folia             | 6.560 BRT  | Sir. J. Laing & Co. Ltd., Sunderland        | 1907 für Lloyd Sabaudo / 1916 an Cunard / 1917 torpediert und gesunken |
| 1920 (1913) | Berengaria        | 52.226 BRT | Blohm & Voss AG, Hamburg                    | 1913 Imperator für Hapag / 1920 an Cunard / 1938 nach Feuerschäden verschrottet                                                                                            |
| 1921        | Albania (II)      | 12.768 BRT | Scotts S.B. & Eng. Co. Ltd., Greenock       | 1930 an Libera Triestina S.p.A. verkauft und in California umbenannt |
| 1921        | Scythia           | 20.277 BRT | Vickers-Armstrong Ltd., Barrows             | 1958 außer Dienst gestellt und zum Abbruch verkauft |
| 1921        | Laconia           | 19.680 BRT | Swan, Hunter & Wigham Rich. Ltd., Wallsend  | 1942 bei Ascension torpediert und gesunken (1658 Tote) |
| 1922        | Samaria           | 19.602 BRT | Cammell Laird & Co. Ltd., Birkenhead        | 1955 außer Dienst gestellt und zum Abbruch verkauft |
| 1922        | Andania           | 14.040 BRT | Hawthorn, Leslie & Co. Ltd., Newcastle      | 1940 bei Reykjavík torpediert und gesunken |
| 1922        | Ausonia           | 14.040 BRT | Vickers-Armstrong Ltd., Newcastle           | 1942 an Royal Navy verkauft und Umbau zum Werkstattschiff |
| 1922        | Antonia           | 14.040 BRT | Vickers-Armstrong Ltd., Newcastle           | 1942 an Royal Navy verkauft und Umbau zum Werkstattschiff |
| 1923        | Franconia         | 20.277 BRT | J. Brown & Co. Ltd., Clydebank              | 1956 außer Dienst gestellt und zum Abbruch verkauft |
| 1924        | Carinthia         | 20.277 BRT | Vickers-Armstrong Ltd., Barrows             | 1924: Servia (II) / 1940 bei Irland durch U 46 torpediert und gesunken |
| 1924        | Aurania           | 14.040 BRT | Swan, Hunter & Wigham Rich. Ltd., Newcastle | 1942 an Royal Navy verkauft und Umbau zum Werkstattschiff |
| 1925        | Ascania           | 14.040 BRT | Swan, Hunter & Wigham Rich. Ltd., Newcastle | 1957 außer Dienst gestellt und zum Abbruch verkauft |
| 1925        | Alaunia           | 14.040 BRT | J. Brown & Co. Ltd., Clydebank              | 1944 an Royal Navy verkauft und Umbau zum Werkstattschiff |
| 1924        | Lancastria        | 16.243 BRT | William Beardmore & Co. Ltd., Glasgow       | 1940 bei St. Nazaire durch dt. Bomber versenkt (2000 – 5000 Tote ?) |
| 1936        | Queen Mary        | 80.774 BRT | John Brown & Co. Ltd., Clydebank            | 1967 an die Stadt Long Beach in Kalifornien verkauft und als Hotelschiff genutzt                                                                                           |
| 1939        | Mauretania        | 35.738 BRT | Cammell Laird Ltd., Birkenhead              | 1965 außer Dienst gestellt und zum Abbruch verkauft |
| 1940        | Queen Elizabeth   | 83.673 BRT | John Brown & Co. Ltd., Clydebank            | 1970 an C.Y. Tung verkauft / 1972 während Umbauarbeiten ausgebrannt und gekentert                                                                                          |
| 1948        | Parthia (II)      | 13.362 BRT | Harland & Wolff Ltd., Belfast               | 1961 an New Zealand Ship. Co. Ltd. verkauft und in Remuera umbenannt |
| 1948        | Media (I)         | 13.362 BRT | Harland & Wolff Ltd., Belfast               | 1961 an Cogedar S.p.A. verkauft und in Flavia umbenannt |
| 1949        | Caronia           | 34.274 BRT | John Brown & Co. Ltd., Clydebank            | 1968 verkauft, 1974 verschrottet |
| 1954        | Saxonia (II)      | 21.989 BRT | John Brown & Co. Ltd., Clydebank            | 1963 Carmania (II) / 1973 an Sowjetunion verkauft und in Leonid Sobinov umbenannt, 1999 verschrottet                                                                       |
| 1955        | Ivernia (II)      | 21.989 BRT | John Brown & Co. Ltd., Clydebank            | 1963 Franconia (III) / 1973 an Sowjetunion verkauft und in Fedor Shalyapin umbenannt, 2004 verschrottet                                                                    |
| 1955        | Carinthia (III)   | 21.989 BRT | John Brown & Co. Ltd., Clydebank            | 1968 an Sitmar S.p.A. verkauft und in Fairland umbenannt, 2005/06 verschrottet                                                                                             |
| 1957        | Sylvania (II)     | 21.989 BRT | John Brown & Co. Ltd., Clydebank            | 1968 an Sitmar S.p.A. verkauft und in Fairwind umbenannt, 2004 verschrottet                                                                                                |
| 1968        | Queen Elizabeth 2 | 70.327 BRZ | John Brown & Co. Ltd., Clydebank            | 2008 nach Dubai verkauft, seit 2018 als Hotelschiff genutzt |
| 1971        | Cunard Adventurer | 14.151 BRT | Rotterdamsche D.D. Mij. N.V.,Rotterdam      | 1977 an Norwegian Cruise Line A/S verkauft und in Sunward II umbenannt, 2014 als Cora in Alang verschrottet                                                                |
| 1972        | Cunard Ambassador | 14.151 BRT | Rotterdamsche D.D. Mij. N.V.,Rotterdam      | 1974 durch Feuer schwer beschädigt und verkauft, 1984 verschrottet |
| 1975        | Cunard Countess   | 17.495 BRT | Burmeister & Wain AS, Kopenhagen            | 2005 Lili Marleen - Holiday Kreuzfahrten / 2007 Ocean Countess / nach Feuer 2013 im Jahr 2014 in Aliağa verschrottet                                                       |
| 1976        | Cunard Conquest   | 17.495 BRT | Burmeister & Wain AS, Kopenhagen            | 1977 Cunard Princess / 1998 an Royal Olympic Cruise Line S.A. verkauft, 1995 an MSC verkauft, Rhapsody, ab 2009 Golden Iris bei Mano Maritime, 2022 in Aliağa verschrottet |
| 1983 (1965) | Sagafjord         | 24.002 BRT | For. et Ch. de la Mediterranée, La Seyne    | 1965 für NAL / 1983 an Cunard / 1996 verkauft und in Saga Rose umbenannt, 2010 verschrottet                                                                                |
| 1983 (1973) | Vistafjord        | 24.292 BRT | Swan Hunter Shipbuilders Ltd., Newcastle    | 1973 für NAL / 1983 an Cunard / 1998 Caronia (III) / 2005 verkauft und in Saga Ruby umbenannt, 2017 verschrottet                                                           |
| 1986 (1984) | Sea Goddess I     | 4.253 BRT  | Wärtsila AB, Helsinki                       | 1984 für Norske Cruise AS / 1986 an Cunard / 1998 an Seabourn Cruises |
| 1986 (1984) | Sea Goddess II    | 4.253 BRT  | Wärtsila AB, Helsinki                       | 1984 für Norske Cruise AS / 1986 an Cunard / 1998 an Seabourn Cruises |
| 1993 (1988) | Royal Viking Sun  | 37.845 BRZ | Wärtsila AB, Helsinki                       | 1988 für RVL / 1993 an Cunard / 1998 an Seabourn Cruises / 2002 an Holland-America Line, umbenannt in Prinsendam / 2019 an Phoenix Reisen, umbenannt in Amera              |

### Frachtschiffe
| Jahr        | Name          | Tonnage    | Werft                                        | Status/Schicksal                                                                   |
| ----------- | ------------- | ---------- | -------------------------------------------- | ---------------------------------------------------------------------------------- |
| 1895        | Carinthia (I) | 5.598 BRT  | London & Glasgow Eng. & I. Co. Ltd., Glasgow | 1900 bei Haiti gestrandet                                                          |
| 1895        | Sylvania (I)  | 5.598 BRT  | London & Glasgow Eng. & I. Co. Ltd., Glasgow | 1910 außer Dienst gestellt                                                         |
| 1897        | Tyria (I)     | 2.936 BRT  | Workman, Clark & Co. Ltd., Belfast           | 1928 außer Dienst gestellt                                                         |
| 1898        | Pavia (I)     | 2.936 BRT  | Workman, Clark & Co. Ltd., Belfast           | 1928 außer Dienst                                                                  |
| 1898        | Cypria        | 2.936 BRT  | Workman, Clark & Co. Ltd., Belfast           | 1928 außer Dienst                                                                  |
| 1899        | Veria         | 3.299 BRT  | A. & J. Inglis Ltd., Glasgow                 | 1915 im Mittelmeer nach Bombentreffer gesunken                                     |
| 1903        | Brescia (I)   | 3.255 BRT  |                                              | 1929 aufgelegt / 1931 zum Abbruch verkauft                                         |
| 1909        | Phrygia (I)   | 3.352 BRT  | R. Dixon & Co. Ltd., Middlesbrough           | 1928 verkauft                                                                      |
| 1909 (1895) | Thracia       | 2.891 BRT  | Russell & Co. Ltd., Port Glasgow             | 1895: ex Orono / 1909 an Cunard / 1917 torpediert und gesunken                     |
| 1909 (1896) | Lycia (I)     | 2.891 BRT  | Russell & Co. Ltd., Port Glasgow             | 1896: ex Oceano / 1909 Cunard / 1917 gekapert und versenkt                         |
| 1911 (1909) | Ausonia (I)   | 7.907 BRT  |                                              | 1909: ex Tortona, Thomson Line / 1911 Cunard / 1918 torpediert                     |
| 1911        | Caria         | 3.032 BRT  | A. & J. Inglis Ltd., Glasgow                 | 1915 torpediert und gesunken                                                       |
| 1915 (1912) | Vandalia (I)  | 7.333 BRT  | Caird & Co. Ltd., Greenock                   | 1912: ex Anglo-Californian / 1915 Cunard / 1918 torpediert                         |
| 1915 (1912) | Vinovia       | 5.503 BRT  | Short Bros. & Co. Ltd., Sunderland           | 1912: ex Anglo-Bolivian / 1915 Cunard / 1917 torpediert                            |
| 1915 (1913) | Valeria       | 5.865 BRT  | Lithgows Ltd., Port Glasgow                  | 1913: ex Den of Airlie / 1915 Cunard / 1918 ausgebrannt                            |
| 1915 (1913) | Volodia       | 5.689 BRT  | Lithgows Ltd., Port Glasgow                  | 1913: ex Den of Ogil / 1915 Cunard / 1917 torpediert                               |
| 1916 (1910) | Valacia (I)   | 6.526 BRT  | Russell & Co. Ltd., Port Glasgow             | 1910: ex Luceric, Andrew Weir / 1916 Cunard / 1931 außer Dienst                    |
| 1918        | Vasconia (I)  | 5.680 BRT  | Caird & Co. Ltd., Greenock                   | 1901: ex Valverda / 1918 Cunard / 1927 verkauft                                    |
| 1918        | Vardulia (I)  | 5.691 BRT  | Russell & Co. Ltd., Port Glasgow             | 1917: ex Verdun / 1918 Cunard / 1929 an Donaldson Line                             |
| 1919        | Virgilia      | 7.889 BRT  | Union Iron Works, San Francisco              | 1918: ex War Rock / 1919 Cunard / 1937 verkauft                                    |
| 1919 (1918) | Vultorno      | 5.764 BRT  | Northwest Steel Co., Portland                | 1918: ex War Viceroy / 1919 Cunard / 1923 verkauft                                 |
| 1919 (1918) | Vellavia      | 5.272 BRT  | Armstrong, Whitworth & Co. Ltd., Newcastle   | 1918: ex War Setter / 1919 Cunard / 1925 verkauft                                  |
| 1919 (1918) | Vennonia      | 5.225 BRT  | Caledon SB & Eng. Co. Ltd., Dundee           | 1918: ex War Carp / 1919 Cunard / 1923 verkauft                                    |
| 1919 (1918) | Venusia       | 5.222 BRT  | Harland & Wolff Ltd., Belfast                | 1918: ex War Snake / 1919 Cunard / 1923 verkauft                                   |
| 1919 (1918) | Verentia      | 5.185 BRT  | Harland & Wolff Ltd., Belfast                | 1918: ex War Lemur / 1919 Cunard / 1926 an Andrew Weir verkauft, Foreric           |
| 1919 (1918) | Verbania      | 5.021 BRT  | Harland & Wolff Ltd., Belfast                | 1918: ex Trafalgar / 1919 Cunard / 1926 verkauft                                   |
| 1919 (1918) | Vitellia      | 4.449 BRT  | Earles SB Co. Ltd., Hull                     | 1918: ex War Pintail / 1919 Cunard / 1919 an Anchor Line verkauft                  |
| 1919 (1918) | Vindelia      | 4.340 BRT  | W. Gray & Co. Ltd., West Hartlepool          | 1918: ex War Wagtail / 1919 Cunard / 1924 verkauft                                 |
| 1928        | Bothnia (II)  | 2.407 BRT  | J. L. Thompson & Sons Ltd., Sunderland       | 1956 verkauft                                                                      |
| 1928        | Bactria       | 2.407 BRT  | J. L. Thompson & Sons Ltd., Sunderland       | 1954 verkauft                                                                      |
| 1928        | Bantria       | 2.407 BRT  | J. L. Thompson & Sons Ltd., Sunderland       | 1954 an Costa Armatori verkauft, Giorgina Costa                                    |
| 1928        | Bosnia        | 2.407 BRT  | J. L. Thompson & Sons Ltd., Sunderland       | 1939 torpediert und gesunken                                                       |
| 1945        | Brescia (II)  | 3.834 BRT  | Consolidated Steel Corp., Wilmington         | 1966 verkauft                                                                      |
| 1946 (1943) | Vasconia (II) | 7.058 BRT  | Short Bros. & Co. Ltd., Sunderland           | 1943: ex Empire Pendennis, MOWT / 1946 Cunard / 1950 an BSL, Fresno Star           |
| 1946 (1943) | Valacia (II)  | 7.058 BRT  | Harland & Wolff Ltd., Belfast                | 1943: ex Empire Camp, MOWT / 1946 Cunard / 1950 an BCL, New York City              |
| 1947 (1944) | Vandalia (II) | 6.921 BRT  | Barclay, Curle & Co. Ltd., Glasgow           | 1944: ex Samfoyle, MOWT / 1947 Cunard / 1954 verkauft                              |
| 1947 (1941) | Vardulia (II) | 6.237 BRT  | C. Connell & Co. Ltd., Glasgow               | 1941: ex Granville Stuart, MOWT / 1947 Cunard / 1954 verkauft                      |
| 1947        | Asia (II)     | 8.723 BRT  | J. Laing & Sons Ltd., Sunderland             | 1963 verkauft                                                                      |
| 1950        | Assyria       | 8.530 BRT  | Swan, Hunter Shipbuilders Ltd., Newcastle    | 1963 verkauft                                                                      |
| 1951 (1948) | Alsatia (II)  | 7.228 BRT  | J. L. Thompson & Sons Ltd., Sunderland       | 1948: ex Silverplane, Silver Line / 1951 Cunard / 1963 verkauft                    |
| 1951 (1949) | Andria (I)    | 7.228 BRT  | J. L. Thompson & Sons Ltd., Sunderland       | 1949: ex Silverbriar, Silver Line / 1951 Cunard / 1963 verkauft                    |
| 1953        | Pavia (II)    | 3.534 BRT  | W. Hamilton & Co. Ltd., Glasgow              | 1965 verkauft                                                                      |
| 1954        | Lycia (II)    | 3.534 BRT  | W. Hamilton & Co. Ltd., Glasgow              | 1965 verkauft                                                                      |
| 1955        | Phrygia (II)  | 3.534 BRT  | W. Hamilton & Co. Ltd., Glasgow              | 1965 verkauft                                                                      |
| 1955 (1948) | Arabia (II)   | 8.720 BRT  | J. Laing & Sons Ltd., Sunderland             | 1948: ex Castillian, Ellerman Lines / 1955 Cunard / 1963 verkauft                  |
| 1955        | Tyria (II)    | 5.869 BRT  | W. Doxford & Co. Ltd., Sunderland            | 1959 verkauft                                                                      |
| 1959        | Andania (III) | 7.004 BRT  | W. Hamilton & Co. Ltd., Glasgow              | 1969 an Brocklebank Line verkauft, Macharda                                        |
| 1960        | Alaunia (III) | 7.004 BRT  | W. Hamilton & Co. Ltd., Glasgow              | 1969 an Brocklebank Line verkauft, Malancha                                        |
| 1961        | Maronia       | 20.259 BRT | Vickers-Armstrong Ltd., Newcastle            | 1966 verkauft                                                                      |
| 1963        | Media (II)    | 7.004 BRT  | W. Hamilton & Co. Ltd., Glasgow              | 1971 verkauft                                                                      |
| 1963        | Parthia (III) | 5.149 BRT  | Caledon SB & Eng. Co. Ltd., Dundee           | 1971 verkauft                                                                      |
| 1963        | Saxonia (III) | 5.586 BRT  | W. Hamilton & Co. Ltd., Glasgow              | 1968 an Brocklebank Line verkauft, Mahronda                                        |
| 1964        | Ivernia (III) | 5.589 BRT  | Swan, Hunter & W. Rich. Ltd., Newcastle      | 1968 an Brocklebank Line verkauft, Manipur                                         |
| 1964        | Samaria (III) | 16.682 BRT | Govan Shipbuilders Ltd., Govan               | 1969 an Harrison Line verkauft, Scholar                                            |
| 1964        | Scythia (III) | 5.349 BRT  | W. Hamilton & Co. Ltd., Glasgow              | 1969 an Harrison Line verkauft, Merchant                                           |
| 1966 (1956) | Assyria (II)  | 7.739 BRT  | Barclay, Curle & Co. Ltd., Glasgow           | 1956: ex Almerian, Ellerman Lines / 1966 Cunard / 1967: Asia (III) / 1969 verkauft |
| 1966 (1963) | Scotia (II)   | 8.063 BRT  | C. Connell & Co. Ltd., Glasgow               | 1963: ex Benarmin, Ben Line / 1966 Cunard / 1970 verkauft                          |

### Kühlschiffe
| Jahr        | Name           | Tonnage    | Werft                                  | Status/Schicksal                                                                        |
| ----------- | -------------- | ---------- | -------------------------------------- | --------------------------------------------------------------------------------------- |
| 1961 (1954) | Nordia         | 3.534 BRT  | W. Hamilton & Co. Ltd., Glasgow        | 1954: Maritime Cargo & Fruit Co. / 1961 Cunard / 1963 verkauft                          |
| 1974 (1973) | Andria (III)   | 7.689 BRT  | W. Hamilton & Co. Ltd., Glasgow        | 1973: ex Teesside Clipper, Maritime Fruit Carriers / 1974 Cunard / 1981 verkauft        |
| 1976 (1962) | Alsatia (III)  | 14.556 BRT | J. L. Thompson & Sons Ltd., Sunderland | 1962: ex Edinburgh Clipper, MFC / 1976 Cunard / 1981 verkauft                           |
| 1976 (1972) | Scythia (IV)   | 16.649 BRT |                                        | 1972: ex Irish Queen, Maritime Fruit Carriers Company / 1976 Cunard / 1987 verkauft     |
| 1976 (1971) | Saxonia (IV)   | 8.547 BRT  |                                        | 1971: ex Gladiolus, Maritime Fruit Carriers Company / 1976 Cunard / 1986 verkauft       |
| 1976 (1972) | Carmania (III) | 8.535 BRT  | Bergens Mek. Verk. A/S, Bergen         | 1972: ex Orange, Maritime Fruit Carriers Company / 1976 Cunard / 1986 verkauft          |
| 1976 (1972) | Servia (III)   | 8.547 BRT  |                                        | 1971: ex Orchides, Maritime Fruit Carriers Company / 1976 Cunard / 1986 verkauft        |
| 1976 (1972) | Saxonia (IV)   | 8.547 BRT  |                                        | 1971: ex Chrysanthema, Maritime Fruit Carriers Company / 1976 Cunard / 1986 verkauft    |
| 1976 (1972) | Andania (IV)   | 7.255 BRT  | W. Hamilton & Co. Ltd., Glasgow        | 1972: ex Glasgow Clipper, Maritime Fruit Carriers Company / 1976 Cunard / 1981 verkauft |
| 1976 (1973) | Alaunia (IV)   | 7.255 BRT  | W. Hamilton & Co. Ltd., Glasgow        | 1973: ex Cardiff Clipper, Maritime Fruit Carriers Company / 1976 Cunard / 1981 verkauft |
| 1976 (1973) | Carinthia (IV) | 10.424 BRT | Boelwerf S.A., Antwerpen               | 1985 verkauft                                                                           |

### Containerschiffe

#### Atlantic Container Lines
| Jahr | Name              | Tonnage    | Container | Werft                                     | Status/Schicksal                                        |
| ---- | ----------------- | ---------- | --------- | ----------------------------------------- | ------------------------------------------------------- |
| 1967 | Atlantic Star     | 12.231 BRT | 800 TEU   | Ateliers et Chantiers de Dunkerque S.A.   | 1976: 22020 BRT, 1200 TEU / 1987 zum Abbruch verkauft   |
| 1969 | Atlantic Crown    | 16.489 BRT | 1.200 TEU | Ateliers et Chantiers de Dunkerque S.A.   | 1985 außer Dienst                                       |
| 1969 | Atlantic Causeway | 16.489 BRT | 1.200 TEU | Swan, Hunter Shipbuilders Ltd., Newcastle | 1986 außer Dienst                                       |
| 1970 | Atlantic Conveyor | 16.489 BRT | 1.200 TEU | Swan, Hunter Shipbuilders Ltd., Newcastle | 1982 im Falklandkrieg durch arg. Exocet-Rakete versenkt |
| 1985 | Atlantic Conveyor | 58.438 BRT | 1.850 TEU | Swan, Hunter Shipbuilders Ltd., Newcastle | 1995 an ACL verkauft                                    |

#### Associated Container Transportation
| Jahr        | Name   | Tonnage    | Container | Werft                      | Status/Schicksal                                              |
| ----------- | ------ | ---------- | --------- | -------------------------- | ------------------------------------------------------------- |
| 1969        | ACT 1  | 24.821 BRT | 1.334 TEU | Bremer Vulkan AG, Vegesack | 1991 an P&O Lines verkauft, Discovery Bay                     |
| 1969        | ACT 2  | 24.821 BRT | 1.334 TEU | Bremer Vulkan AG, Vegesack | 1991 an P&O Lines verkauft, Moreton Bay                       |
| 1970        | ACT 3  | 24.821 BRT | 1.334 TEU | Bremer Vulkan AG, Vegesack | 1991 an Blue Star Line verkauft, America Star                 |
| 1970        | ACT 4  | 24.821 BRT | 1.334 TEU | Bremer Vulkan AG, Vegesack | 1991 an Blue Star Line verkauft, Melbourne Star               |
| 1970        | ACT 5  | 24.821 BRT | 1.334 TEU | Bremer Vulkan AG, Vegesack | 1991 an Blue Star Line verkauft, Sydney Star                  |
| 1972        | ACT 6  | 24.821 BRT | 1.334 TEU | Bremer Vulkan AG, Vegesack | 1991 an Blue Star Line verkauft, Queensland Star              |
| 1977        | ACT 7  | 43.992 BRT | 2.485 TEU | Bremer Vulkan AG, Vegesack | 1991 an P&O Lines verkauft, Palliser Bay                      |
| 1988 (1978) | ACT 8  | 53.790 BRT | 2.436 TEU | AG Weser, Bremen           | 1978: / 1988 Cunard / 1991 an P&O Lines verkauft, Pegasus Bay |
| 1990 (1979) | ACT 10 | 19.613 BRT | 1.120 TEU | Bremer Vulkan AG, Vegesack | 1979: / 1990 Cunard / 1991 an BSL verkauft, Columbia Star     |

### Massengutschiffe
| Jahr | Name              | Tonnage    | Werft                              | Status/Schicksal               |
| ---- | ----------------- | ---------- | ---------------------------------- | ------------------------------ |
| 1971 | Cunard Caravel    | 15.498 BRT | Astilleros Espanoles S.A., Sevilla | 1974 verkauft                  |
| 1972 | Cunard Campaigner | 15.498 BRT | Astilleros Espanoles S.A., Sevilla | 1974 verkauft                  |
| 1972 | Cunard Carronade  | 15.498 BRT | Astilleros Espanoles S.A., Sevilla | 1978 verkauft, Olympic History |
| 1973 | Cunard Calamanda  | 15.498 BRT | Astilleros Espanoles S.A., Sevilla | 1978 verkauft, Ionian Carrier  |
| 1973 | Cunard Carrier    | 15.498 BRT | Astilleros Espanoles S.A., Sevilla | 1978 verkauft                  |
| 1973 | Cunard Cavalier   | 15.498 BRT | Astilleros Espanoles S.A., Sevilla | 1978 verkauft, Olympic Harmony |
| 1973 | Cunard Chieftain  | 15.498 BRT | Astilleros Espanoles S.A., Sevilla | 1978 verkauft                  |
| 1973 | Cunard Champion   | 15.498 BRT | Astilleros Espanoles S.A., Sevilla | 1978 verkauft                  |

## Innovationen
Einige Errungenschaften der Cunard Line:
- Erstes transatlantisches Passagierschiff (Britannia, 1840)
- Erstes Passagierschiff mit Elektrizität (Servia, 1881)
- Erste Dampfturbine auf einem Passagierschiff (Carmania, 1905)
- Erstes Vierschrauben-Turbinenschiff Lusitania, 1907
- Erste Sporthalle und Krankenstation auf einem Schiff (Franconia, 1911)
- Erster Atlantikliner mit 1000 Atlantiküberfahrten (Queen Mary)
- Größtes Passagierschiff (bis 1996) (Queen Elizabeth, 1940)
- Größtes Passagierschiff (bis 2006) (Queen Mary 2, 2004)